# Championnat du Honduras de football 1971-1972
Navigation
Saison précédente Saison suivante
La LINAFUT 1971-1972 est la septième édition de la première division hondurienne.
Lors de ce tournoi, le CD Motagua a tenté de conserver son titre de champion du Honduras face aux neuf meilleurs clubs honduriens.
Chacun des dix clubs participant était confronté trois fois aux neuf autres équipes.
Seulement deux places étaient qualificatives pour la Coupe des champions de la CONCACAF.

## Les 10 clubs participants
| \| Tegucigalpa: Atlético Indio CD Motagua CD Olimpia CD Troya CD Verdún Tegucigalpa Lempira FC CD Marathon Real España Tegucigalpa CD Platense CD Marathon Real España Tegucigalpa CD Vida \| Localisation des clubs engagés dans le championnat. |
| Tegucigalpa: Atlético Indio CD Motagua CD Olimpia CD Troya CD Verdún Tegucigalpa Lempira FC CD Marathon Real España Tegucigalpa CD Platense CD Marathon Real España Tegucigalpa CD Vida                                                           |

| Club                | Stade                        | Capacité          | Ville          |
| Atlético Indio (en) | Stade Tiburcio Carias Andino | 35 000            | Tegucigalpa    |
| Lempira FC (en)     | Stade inconnu                | Capacité inconnue | La Lima        |
| CD Marathon         | Stade Yankel Rosenthal       | 15 000            | San Pedro Sula |
| CD Motagua          | Stade Tiburcio Carias Andino | 35 000            | Tegucigalpa    |
| CD Olimpia          | Stade Tiburcio Carias Andino | 35 000            | Tegucigalpa    |
| CD Platense         | Stade Excelsior              | 10 000            | Puerto Cortés  |
| Real España         | Stade Francisco Morazán      | 20 000            | San Pedro Sula |
| CD Troya (en)       | Stade Tiburcio Carias Andino | 35 000            | Tegucigalpa    |
| CD Verdún           | Stade inconnu                | Capacité inconnue | Tegucigalpa    |
| CD Vida             | Stade Nilmo Edwards          | 25 000            | La Ceiba       |

## Compétition
Les dix équipes affrontent à trois reprises les neuf autres équipes selon un calendrier tiré aléatoirement.
Le classement est établi sur l'ancien barème de points (victoire à 2 points, match nul à 1, défaite à 0).
Le départage final se fait selon les critères suivants :
- Le nombre de points.
- Un match de barrage en cas de qualification en jeu.

| Rang | Équipe              | Pts | J  | G  | N  | P  | Bp | Bc | Diff |
| ---- | ------------------- | --- | -- | -- | -- | -- | -- | -- | ---- |
| 1    | CD Olimpia          | 40  | 27 | 15 | 10 | 2  | 41 | 18 | +23  |
| 2    | CD Vida             | 35  | 27 | 16 | 3  | 8  | 42 | 25 | +17  |
| 3    | CD Motagua (T)      | 33  | 27 | 14 | 5  | 8  | 37 | 23 | +14  |
| 4    | Real España         | 31  | 27 | 12 | 7  | 8  | 27 | 21 | +6   |
| 5    | CD Marathon         | 27  | 27 | 9  | 9  | 9  | 37 | 33 | +4   |
| 6    | Lempira FC (en) (P) | 27  | 27 | 11 | 5  | 11 | 28 | 36 | -8   |
| 7    | CD Platense         | 21  | 27 | 5  | 11 | 11 | 30 | 37 | -7   |
| 8    | CD Verdún           | 21  | 27 | 5  | 11 | 11 | 10 | 25 | -15  |
| 9    | Atlético Indio (en) | 19  | 27 | 3  | 13 | 11 | 23 | 36 | -13  |
| 10   | CD Troya (en)       | 16  | 27 | 5  | 6  | 16 | 24 | 45 | -21  |

| Légende : Qualifications et relégations | Légende : Qualifications et relégations                                                                                               |
| --------------------------------------- | --- |
|                                         | Coupe des champions de la CONCACAF 1972 (Tours d'entrée inconnus) Coupe des champions de la CONCACAF 1973 (1er Tour de qualification) |
|                                         | Relégué en Liga Nacional de Ascenso                                                                                                   |
|                                         | (T) : Tenant du titre (P) : Promu de la saison 1970-1971                                                                              |

## Bilan du tournoi
| Tableau d'Honneur                   |            |
| Compétition                         | Vainqueur  |
| Liga Nacional de Fútbol de Honduras | CD Olimpia |

| Qualifications continentales 1972-1973 |                    |
| Coupe des champions de la CONCACAF     | Qualifiés          |
| Tours d'entrée inconnus                | CD Olimpia CD Vida |
| 1er tour de qualification              | CD Olimpia CD Vida |

| Promotions et relégations           |               |
| Relégué en Liga Nacional de Ascenso | CD Troya (en) |
| Promu de Liga Nacional de Ascenso   | Pumas UNAH    |